# Борго Сан Джовани
Бо̀рго Сан Джова̀ни (на италиански: Borgo San Giovanni, на западноломбардски: Casimàni, Касимани, до 1929 г. Cazzimani, Кацимани, от 1929 до 1947 Borgo Littorio, Борго Литорио) е село и община в Северна Италия, провинция Лоди, регион Ломбардия. Разположено е на 77 m надморска височина. Населението на общината е 2290 души (към 2012 г.).